# Анисимова, Наталья Юрьевна (легкоатлетка)
Ната́лья Ю́рьевна Ани́симова (род. 29 июня 1973, Ленинград) — российская легкоатлетка, специалистка по спринтерскому бегу. Выступала за сборную России по лёгкой атлетике в середине 1990-х годов, обладательница серебряных медалей чемпионата Европы в помещении в Хельсинки и Универсиады в Фукуоке в эстафете 4 × 100 метров, чемпионка России в беге на 60 метров. Участница Олимпийских Игр в Атланте (1996г). Представляла Санкт-Петербург. Мастер спорта России международного класса.

## Биография
Наталья Анисимова родилась 29 июня 1973 года в Ленинграде. Дочь заслуженного тренера РСФСР по лёгкой атлетике Юрия Ивановича Анисимова и титулованной бегуньи Анисимовой Татьяны Михайловны.
Увлеклась спортом в 1984 году, занималась бегом в Санкт-Петербурге под руководством своего отца.
Впервые заявила о себе на международной арене в сезоне 1992 года, когда вошла в состав сборной команды СНГ, собранной из спортсменов бывших советских республик, и выступила в эстафете 4 × 100 метров на юниорском мировом первенстве в Сеуле.
В 1994 году на зимнем чемпионате России в Липецке выиграла серебряную медаль в беге на 60 метров, уступив на финише только Ольге Богословской. Попав в основной состав российской национальной сборной, приняла участие в чемпионате Европы в помещении в Париже, где бежала 60 и 200 метров — в обоих случаях не смогла преодолеть предварительные квалификационные этапы. На летнем чемпионате России в Санкт-Петербурге взяла бронзу в беге на 100 метров и в составе санкт-петербургской команды выиграла серебряную медаль в эстафете 4 × 100 метров. Позже на чемпионате Европы в Хельсинки дошла до стадии полуфиналов на дистанции 100 метров и вместе с соотечественницами Галиной Мальчугиной, Мариной Транденковой и Ириной Приваловой получила серебряную награду в эстафете 4 × 100 метров, финишировав позади команды Германии. Кроме того, в этом сезоне отметилась выступлением на молодёжном Кубке Европы в Остраве, где была лучшей в дисциплине 100 метров и в эстафете 4 × 100 метров (россиянки также победили в общем командном зачёте).
Будучи студенткой, в 1995 году представляла страну на Универсиаде в Фукуоке — стала четвёртой в беге на 100 метров и второй в эстафете 4 × 100 метров.
На зимнем чемпионате России 1996 года в Москве обошла всех соперниц в беге на 60 метров и тем самым завоевала золотую медаль.